# آفورد کلانی
آفورد کلانی (به انگلیسی: Offord Cluny) یک روستا و محله مدنی در بریتانیا است که در کمبریج‌شر (منطقه شورای ناحیه) واقع شده‌است. آفورد کلانی ۵۰۲ نفر جمعیت دارد.